# Medicina mesopotamica

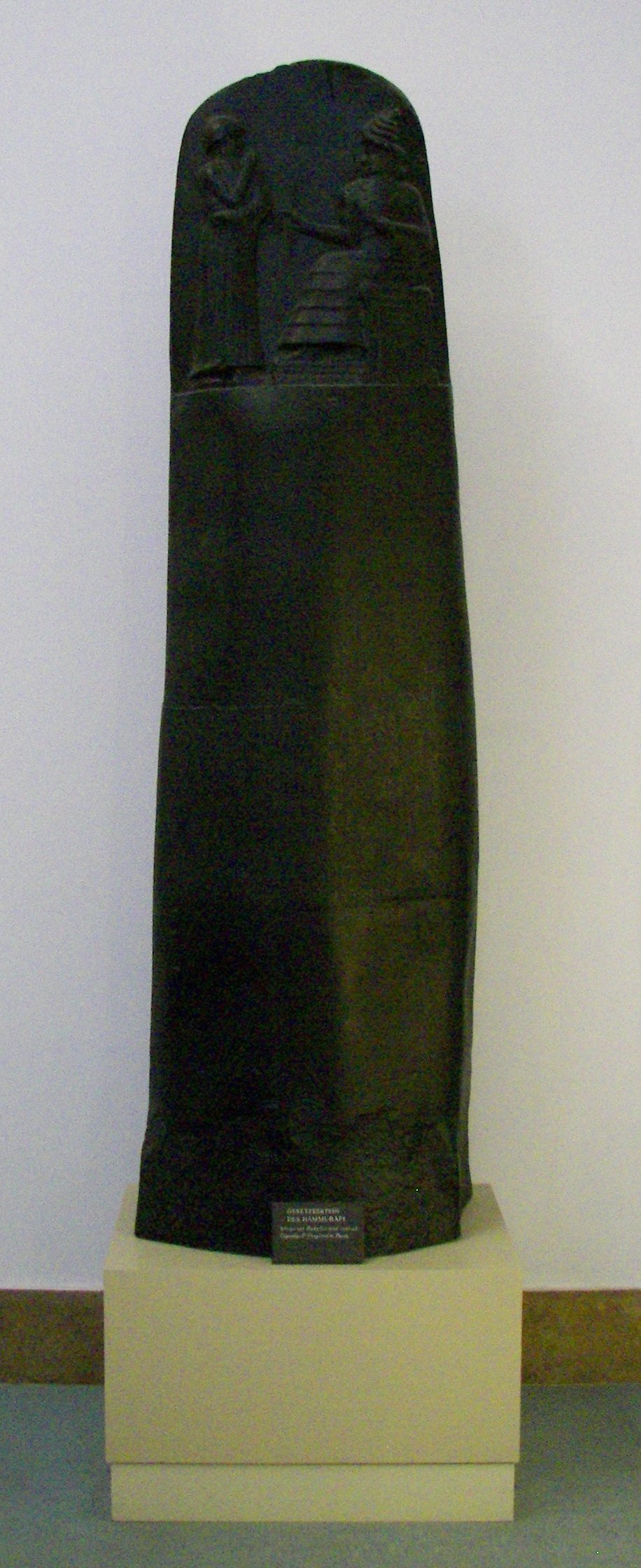
Codice di Hammurabi, stele con incisioni cuneiformi che riportano per iscritto i principali aspetti legali della civiltà sumera

Il termine medicina mesopotamica fa riferimento al lascito di conoscenze in campo medico arrivate sino a noi dalle civiltà mesopotamiche.

## Storia
Nella terra dei due fiumi, albergarono fin dal neolitico, alcune delle principali e più importanti civiltà umane, (sumeri, accadi, assiri, babilonesi). Intorno al 4000 a.C., si stabilirono in questo territorio le prime città sumere e nel corso di 4000 anni fiorirono queste quattro culture, caratterizzate dall'utilizzo di un linguaggio scritto (cuneiforme) che è stato conservato fino ai nostri giorni in numerose tavole ed incisioni.
È precisamente questa capacità di trasmissione della informazione scientifica, sociale ed amministrativa dei primi insediamenti sumeri, che permise agli storici successivi di ricostruire il suo lascito.
La principale testimonianza della forma di vita delle civiltà mesopotamiche si ritrova nel codice di Hammurabi, una compilazione di leggi e di norme amministrative raccolta dal re babilonese Hammurabi, intagliata in un blocco di diorite, alto 2,5 metri per 1.90 metri di base, collocato nel tempio di Sippar .
In esso si specificano, in tredici articoli, le responsabilità del medico nell'esercizio della sua professione, come pure i castighi previsti per mala praxis.
Grazie a questo testo e una serie di circa 30000 tavolette compilate da Asurbanipal (669-626 a.C.), provenienti dalla biblioteca scoperta a Ninive nel 1841 da Henry Layard, si è potuta intuire la concezione della salute e della malattia in questo periodo, così come pure le tecniche mediche utilizzate da guaritori professionali. Di tutte queste tavolette circa 800 sono specificamente dedicate alla medicina, e tra loro si trova la descrizione della prima ricetta conosciuta . La più eclatante è l'intricata organizzazione sociale riguardo ai tabù e agli obblighi religiosi e morali, che determinavano il destino dei singoli. Primeggiava una concezione soprannaturale della malattia: si tratta di un castigo divino imposto da diversi demoni dopo la rottura un tabù.
In quest'ottica la prima cosa che doveva fare il medico era stabilire quale, tra circa 6000 demoni, era quello che causava il problema. Per questo utilizzavano tecniche divinatorie basate sullo studio del volo degli uccelli, la posizione degli astri o del fegato di alcuni animali.
La malattia era chiamata shêrtu, che in assiro significa anche peccato, impurità morale, ira divina e castigo. 
Qualsiasi divinità poteva provocare le infermità mediante intervento diretto, l'abbandono dell'uomo alla sua sorte, o attraverso incantesimi eseguiti da stregoni. Durante la cura, tutte queste divinità possono essere invocate e richiamate tramite orazioni e sacrifici per ritirare la loro influenza nociva e permettere la cura dell'uomo inferno. All'interno del pantheon degli dei, Nizanu era conosciuto come “il signore della medicina” per la sua speciale relazione con la salute. 
La diagnosi include inoltre una serie di domande rituali per determinare l'origine del male.
Anche i trattamenti non sfuggivano a questo padronato culturale: esorcismi, preghiere ed offerte sono rituali frequenti che cercano di ingraziare il paziente con la divinità o liberarlo dal demonio che è in agguato. Ma anche degno di nota è un importante arsenale di erbe raccolte in diverse tavolette: circa duecentocinquanta piante curative si riflettono in loro, così come l'uso di alcuni minerali e diverse sostanze di origine animale.

La sede dell'intelletto era nel cuore, la sede essenziale della vita era nel sangue e l'organo centrale della circolazione era il fegato (dalla posizione, dalle irregolarità e dalla forma del fegato degli animali si traevano predizioni e auspici). L'importanza del fegato la ritroviamo in Oriente, nella medicina biblica e presso gli etruschi. Il medico che è chiamato A-Su ossia "colui che conosce le acque" (da questo si rileva l'importanza dell'acqua negli esorcismi), ha la capacità di spiegare i sogni e usa impacchi, bagni e lavaggi nel fiume per le terapie.
Il nome generico per il medico era asu, anche se si potevano trovare alcune varianti come:
baru, mago incaricato dell'interrogatorio rituale,
ashipu, specializzato in esorcismi,
gallubu, chirurgo barbiere di casta inferiore che incarna la figura del barbiere medioevale europeo, e che trova omologhi in altre culture, (come il Tepal azteca). Questo scarificatore effettuava semplici operazioni chirurgiche (come estrazioni di denti, drenaggio di ascessi, flebotomie).
Nel museo del Louvre si può contemplare un timbro di alabastro di più di 4000 anni con una scritta in cui si menziona il primo nome conosciuto di un medico. “Oh Ednimungi, servitore del dio Girra, protettore delle partorienti, Ur-Lugal-edin-na, il  medico, è il tuo servitore". Questo timbro, usato per firmare documenti e ricette, rappresenta due coltelli circondati da piante medicinali.
L'invasione dei persiani dell'anno 539 a.C. segnò la fine dell'impero babilonese.